# Stonegate
Stonegate è un centro abitato (census-designated place) degli Stati Uniti d'America, situato nella contea di Douglas dello stato del Colorado. Nel censimento del 2000 la popolazione era di 6.284 abitanti.

## Geografia fisica
Secondo i rilevamenti dell'United States Census Bureau, Stonegate si estende su una superficie di 5,2 km².